# É uma Partida de Futebol
"É Uma Partida de Futebol" é uma canção gravada pela banda brasileira Skank para seu terceiro álbum de estúdio, O Samba Poconé (1996). Ela foi composta por Nando Reis e Samuel Rosa e lançada como o terceiro single do álbum em 1997. Um dos maiores sucessos da banda mineira, a música é considerada um hino de futebol, fazendo parte do cancioneiro futebolístico nacional.
A letra da música retrata de forma primorosa as principais nuances de um jogo de futebol e toda a paixão do torcedor, fazendo-se uso inclusive de famosos jargões futebolísticos.

## Videoclipe
A ideia do videoclipe foi trazer toda a atmosfera que envolve uma partida de futebol: as torcidas, os vestiários, os radialistas e também os vendedores ambulantes. Segundo o diretor do videoclipe, Roberto Berliner, "tudo isso é uma partida de futebol. Estamos fazendo uma homenagem a esse universo. É importante a paixão pelo futebol".
Para tornar o videoclipe mais real, as filmagens foram realizadas durante uma partida oficial: o clássico Atlético Mineiro 1 x 1 Cruzeiro, disputado no dia 16 de março de 1997, no Mineirão, e válido pelo Campeonato Mineiro daquele ano.
Para gravá-lo, o Skank foi ao estádio no início da manhã daquele dia. Antes do clássico Atlético-MG x Cruzeiro, houve uma partida disputada entre o time do Skank e o Bloco Uai, ambos formados por músicos e ex-jogadores. Entre eles, Nando Reis, Gabriel O Pensador, Tony Garrido, Jorge Ben Jor, Ivo Meirelles, Evandro Mesquita, o ex-lateral Nelinho e os ex-atacantes Reinaldo, Joãozinho e Éder Aleixo.
O baterista Haroldo Ferretti estava viajando no dia das gravações, e todos os momentos em que ele aparece tocando a bateria foram registrados dias antes no Maracanã.
O clipe começa e termina com um personagem a abrir e fechar os portões do monumental estádio do Mineirão. Logo após o personagem abrir os portões do Mineirão, no início do clipe, é possível ouvir o saudoso João Saldanha dizer: “o futebol é um ramo da arte. Eu chamaria de arte popular”. Depois disso, o célebre radialista cruzeirense Alberto Rodrigues, da Rádio Itatiaia, começa a fazer a narração da partida, ao mesmo tempo em que se mostra a preparação dos atletas nos vestiários, pouco antes de efetivamente a música começar a tocar.
O filme foi inspirado na linguagem de closes bem aproximados e valorização dos detalhes estabelecida pelo programa Canal 100, famoso por exibir lances famosos de futebol.

## Prêmios e indicações
A canção foi indicada a 5 categorias do MTV Video Music Brasil, em 1997, tendo sido agraciada com 3 prêmios.
| Ano  | Prêmio                                   | Categoria                | Resultado | Ref.   |
| ---- | ---------------------------------------- | ------------------------ | --------- | ------ |
| 1997 | 3º MTV Video Music Brasil                | Videoclipe do Ano        | Indicado  | [ 9 ]  |
| 1997 | 3º MTV Video Music Brasil                | Escolha da Audiência     | Venceu    | [ 9 ]  |
| 1997 | 3º MTV Video Music Brasil                | Videoclipe de pop        | Venceu    | [ 9 ]  |
| 1997 | 3º MTV Video Music Brasil                | Direção em Videoclipe    | Indicado  | [ 9 ]  |
| 1997 | 3º MTV Video Music Brasil                | Edição em Videoclipe     | Venceu    | [ 9 ]  |
| 1998 | 5º Prêmio Multishow de Música Brasileira | Melhor Videoclipe do Ano | Indicado  | [ 10 ] |

## Trilhas sonoras
- Em 1997, a canção fez parte da trilha sonora oficial da novela Zazá, da Rede Globo,[11] como tema da personagem Silvia Dumont, que foi interpretada pela atriz Rachel Ripani.
- Em 1998, a FIFA incluiu a canção na versão brasileira do disco oficial da Copa do Mundo daquele ano, disputada na França.[12]
- Em 1999, a música foi incluída na trilha sonora do filme Uma Aventura do Zico.

## Créditos
- Nando Reis - composição (letra)
- Samuel Rosa - guitarra, vocal, composição (melodia)
- Henrique Portugal - teclado
- Lelo Zaneti - baixo
- Haroldo Ferretti - bateria
- Ed Côrtes - saxofone, percussão e arranjo de metais